# Buczynka (dopływ Glinnej)

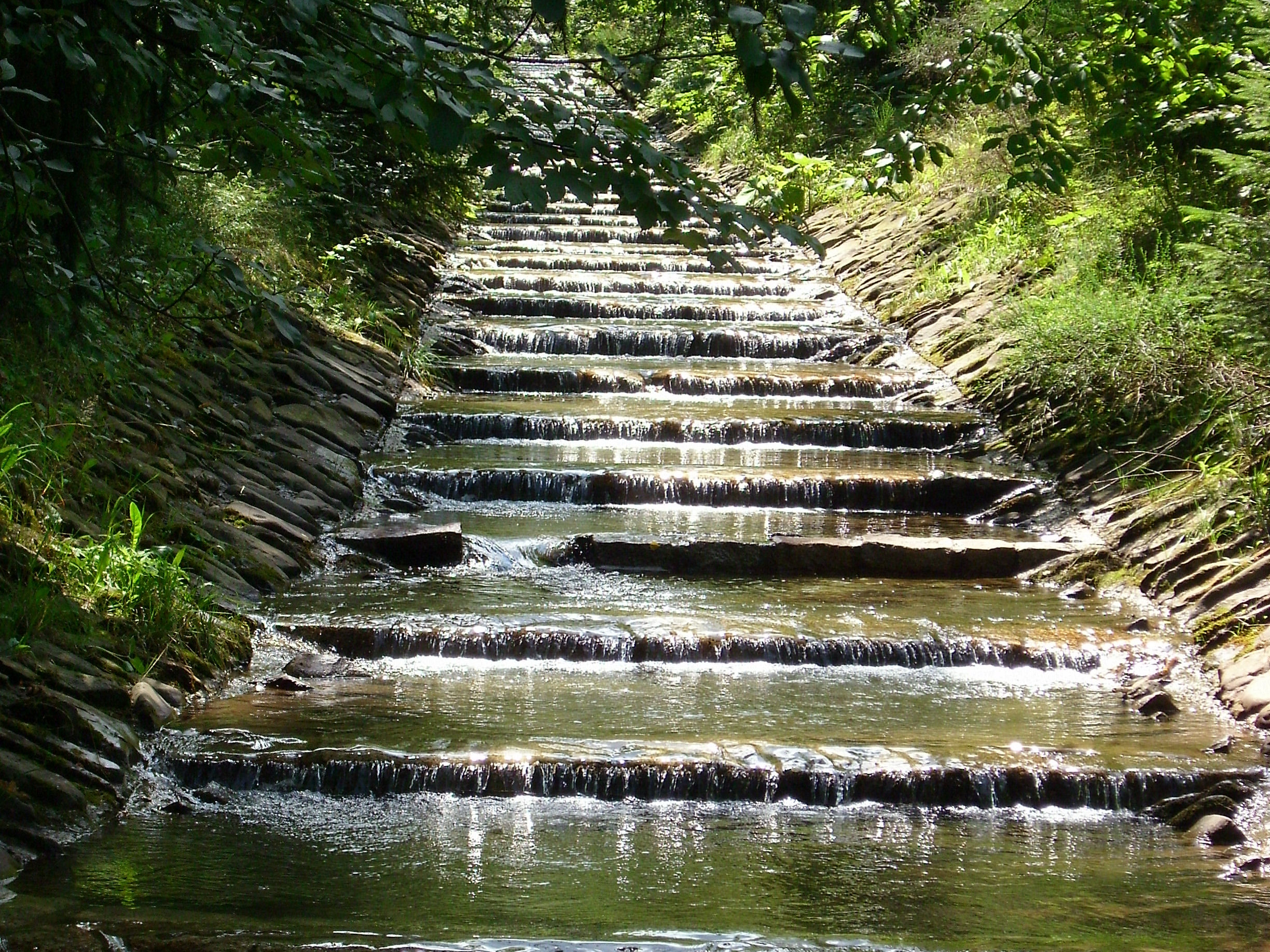
Spiętrzona Buczynka kilkadziesiąt metrów przed ujściem do potoku Glinna

Buczynka – potok, dopływ potoku Glinna. Ma źródła na wysokości 1277 m w masywie Pilska, w stokach Kopca i Buczynki. Spływa w północno-wschodnim kierunku doliną pomiędzy północnym grzbietem Pilska a odbiegającym od Kopca w północno-wschodnim kierunku grzbietem z wzniesieniem Szlakówka. Zasilany jest wodami z wielu małych potoków. Długość całkowita to około 3,8 km.
Buczynka płynie w Beskidzie Żywieckim, w obrębie Żywieckiego Parku Krajobrazowego. Uchodzi do Glinnej jako jej lewy dopływ. Następuje to w centrum miejscowości Korbielów na wysokości 594 m n.p.m. W górnym biegu ma brzeg nieuregulowany, na końcowym odcinku dolnego biegu potok jest hydrotechnicznie uregulowany. Jego brzegi wyłożone są betonowymi płytami, a w korycie utworzono sztuczne progi, których celem jest zwolnienie biegu potoku. Kilkadziesiąt metrów przed ujściem na Buczynce znajduje się niewielkie spiętrzenie wykorzystywane w celach rekreacyjnych. W górnym biegu potok stanowi źródło zaopatrzenia w wodę dla okolicznych gospodarstw.

## Szlak turystyczny
Wzdłuż doliny potoku Buczynka przebiega żółty szlak turystyczny z Korbielowa przez Halę Miziową na Górę Pięciu Kopców w masywie Pilska.
 Korbielów – schronisko PTTK na Hali Miziowej – Góra Pięciu Kopców. 2.50 h, ↓ 2 h